# Richkí (Sumy)
Richkí (en ucraniano: Річки, romanizado: Richký; en ruso: Речки) es un pueblo ucraniano perteneciente al óblast de Sumy. Situado en el norte del país, es parte del raión de Sumy y centro del municipio (hromada) homónimo.

## Geografía
Richkí se encuentra 18 km al este de Bilopilia y 37 km al noroeste de Sumy. 

## Historia
Richkí se fundó en la década de 1660. En el siglo XIX, la aldea de Richkí era el centro del vólost homónimo en el uyezd de Sumy de la gobernación de Járkov.
Los habitantes del pueblo participaron en la revolución rusa de 1905. El 9 de abril de 1914, un meteorito de condrita de 13 kg cayó en la zona del pueblo. Durante la guerra civil rusa, Richí fue ocupado por el Ejército Rojo en diciembre de 1917. 
Tras el comienzo de la invasión rusa a Ucrania, Richkí fue objeto de bombardeos por parte del ejército ruso en múltiples ocasiones. El 24 de marzo de 2023, el instituto del pueblo fue destruido.

## Demografía
La evolución de la población de Richkí entre 1864 y 2001 fue la siguiente:
| 3719                                                          | 10 436 | 2126 |
| (Fuente: Cities & Towns of Ukraine y UKRAINE: Größere Städte) |        |      |

Según el censo de 2001, la lengua materna de la mayoría de los habitantes, el 97,32%, es el ucraniano; del 2,35% es el ruso.